# ادوین فیشر
ادوین فیشر (به آلمانی: Edwin Fischer)‏ (۶ اکتبر ۱۸۸۶ – ۲۴ ژانویهٔ ۱۹۶۰) نوازندهٔ پیانو، رهبر ارکستر، و مربی موسیقی اهل سوئیس بود.
او را یکی از بزرگ‌ترین مفسّرانِ سنتِ تک‌نوازی آلمانی در قرن بیستم و همچنین یکی از نوابغ نوازندگی پیانو در دوران معاصر می‌دانند. فیشر دانش‌آموختهٔ «کنسرواتوارِ اشترن» و از شاگردان مارتین کراوزه بود. او در سال ۱۹۵۳ موفق به دریافت مدال موتزارت شد.
ادوین فیشر از سال ۱۹۳۱ تا ۱۹۴۲، به عنوان مدرس در آکادمی موسیقی برلین مشغول به کار شد؛ در این مدت او همچنین ارکستر مجلسی خود را تأسیس کرد و به دلیل نگرش کاملاً «آلمانی» خود، که تا حدودی موجب موفقیت او در آلمان بود، مورد علاقه رژیم نازی قرار گرفت. با این حال او در نجات جان موسیقی دان یهودی کنراد لاته مشارکت داشت. پس از تخریب خانه‌اش در برلین در سال ۱۹۴۲، او به سوئیس بازگشت و در هرتنشتاین نزدیک وگیس اقامت گزید. او تا سال ۱۹۵۵ به عنوان رهبر ارکستر در جشنواره موسیقی لوسرن حضور داشت. به دلیل وضعیت نامناسب سلامتی، او فقط گاهی می‌توانست در کنسرواتوار لوسرن تدریس کند. 
او در سن ۷۳ سالگی در بیمارستانی در زوریخ درگذشت. بقایای او سوزانده شد و کوزه در گورستان فریدنتال در لوسرن به خاک سپرده شد.

## کتاب‌ها
فیشر چند کتاب دربارهٔ آموزش موسیقی، سونات‌های پیانوی بتهوون، و یوهان سباستیان باخ نوشته و برخی از آن‌ها به چند زبان ترجمه شده‌اند. از کتاب‌های اوست:
- Fischer, Edwin, Musikalische Betrachtungen, Im Infel 1949 (Reflections on Music) (French Edition: Considérations sur la musique, Editions du Coudrier, 1951)

Fischer, Edwin, Ludwig van Beethovens Klaviersonaten: Ein Begleiter für Studierende und Liebhaber, 1954 (Beethoven's Piano Sonatas: A Guide for Students and Amateurs, 1959)
- Fischer, Edwin, Johann Sebastian Bach: Eine Studie